# باشگاه فوتبال بریدپورت
باشگاه فوتبال بریدپورت (به انگلیسی: Bridport Football Club) یک باشگاه فوتبال در شهر بریدپورت، کشور انگلستان است که در سال ۱۸۸۵ میلادی تأسیس شده‌است.